# حيرام تشرتش فورد
حيرام تشرتش فورد (بالإنجليزية: Hiram Church Ford)‏ هو محامي وقاضي أمريكي، ولد في 28 يوليو 1884 في مقاطعة سكوت في الولايات المتحدة، وتوفي في 8 يونيو 1969.